# 中國軍費史
軍費又名国防预算（英語：Military budget）是一个国家为了维持武装力量而支出的费用。中國自古戰亂頻频，軍費支出一直是個很大的項目。
军事费用，往往是很大的负担，一旦有战争发生，军费开支往往直线上升，所謂“军旅一兴，费靡巨万”。古代以田赋出兵，故称兵车为“赋舆”。

## 上古
在中国历史上，早期的军费來源主要按土地征收农产品作为军事开支的费用，即“自虞、夏时，贡赋备矣”，夏朝的士兵來源即是農民，農忙則耕，農閑則戰。孟子提到“夏后氏五十而贡”，夏代农民在耕种自己的五十亩農地之外，还要耕种五亩公地，即如赵岐《孟子注》所说“民耕五十亩，贡上五亩”。后桀四处讨伐，他提升田赋数额以充军费，从而加重人民负担，“萬民甚苦”，使之最终离弃夏后投奔商汤。《孟子·滕文公上》记载: “夏后氏五十而贡，殷人七十而助，周人百亩而彻，其实皆什一也 。”這是說夏代授田一夫五十畝，殷商為一夫七十畝，周代則是一夫百畝。
商代军队中士兵的口粮和武器皆需自备，政府没有养兵的預算。但如果是千里之外的遠征軍，加上曠日持久的戌期，軍費如無政府支持，其戰事也是難以想像的。商紂王連年遠征，讓周國有機可乘，周武王親率兵車三百輛，虎賁三千人，甲士四萬五千人進軍伐商，取得勝利，建立周朝。
東周時期的周天子地位低落，各地諸侯戰事頻仍，春秋時期戰需極大，管仲曾表示：“一戰之費，累代之功盡。”《左传》记载：宣公十五年（前５９４年）秋七月，魯國實行“初税畝”，就是為了應付連年征戰。稅畝是指按土地畝數對土地進行徵稅，即“公田之法，十足其一；今又履其余畝，複十取一。”初稅畝實行之後，魯國財政收入大幅增加，諸侯國紛紛仿效。
战国時期，周赧王用天子的名义召集六国出兵伐秦，由于没有军费，只好向富商借钱，後來债主纷纷上门讨债，他只好隐藏一座高台上，這是【债台高筑】的典故。
秦始皇大規模用兵，軍費消耗極巨，所徵的赋稅已達百姓收入一半以上，當時已有“口賦”的人頭稅，到了“百姓贺死而吊生”的地步。，以致於秦末“关东群盗并起”，冯去疾、李斯等大臣向秦二世胡亥進諫：“盗多，皆以戍漕转作事苦，赋税大也。”

## 漢朝
屯田和马政是漢朝軍事重點。屯田始于西汉，兵卒皆务农，以保证军粮自给，军队有警则战，无事则耕。
漢武帝時，桑弘羊推行均輸法，因此用兵三十多年，“百姓猶不加賦，而軍用給”。
从元光二年（前133年）到元狩四年（前119年），汉武帝先后八次派軍進擊攻匈奴，每次都使用数以万计的马匹。特別是元狩四年對匈奴戰爭，“發十萬騎，私負從馬凡十四萬騎。”使得軍馬急劇消耗殆盡。乃至於元狩五年，天下馬少，“平牡馬匹二十萬”。
《漢書·食貨志》記載，漢武帝時，“又興十餘萬人築衛朔方，轉漕甚遠，自山東咸被其勞，費數十百鉅萬，府庫並虛。乃募民能入奴婢得以終身复，為郎增秩，及入羊為郎，始於此”。
漢武帝晚年，天下疲憊，戍卒的數量開始減少。綏和元年（前8年），張掖郡三都尉僅有士卒數百人。
與羌人作戰的軍費支出，是東漢主要的經濟負擔之一，“永初中，諸羌反叛，十有四年，用二百四十億。永和之末，復經七年，用八十餘億。”
据说东汉末年曹操为筹集军费组建过专门从事盗墓工作的军种，設“發丘中郎將”、“摸金校尉”等職。

## 魏晉南北朝
魏晋南北朝之战争频繁，为保证军需無匱乏之虞，各國的赋税皆重點放在軍費支出，军屯是军粮筹措的重要辅助渠道。北魏太武帝“平统万，定秦陇，以河西水草善，乃以为牧地。畜产滋息，马至二百余万匹”，孝文帝即位后，“复以河阳为牧场，恒置戎马十万匹，以拟京师军警之备。”
六鎮之亂後北魏內亂，分為東魏與西魏。大統年間，宇文泰建立府兵制，平時農耕訓練，有事出征，政府可減輕軍費負擔，北周、隋、唐初继续沿用。
建德三年（574年），宇文邕下诏废佛，寺院财物皆充為军费，所有僧侶还俗编户。

## 唐朝
唐初實行府兵制，中央设置军府，凡兵皆農，府中的士官平时耕种，战时召集。遇有戰事，府兵由中央命將率領出征，待戰事結束，士兵散於府，將帥則歸於朝。為了节省国家的军费开支，朝廷於農家每三丁選一丁為府兵，免其租庸調，但兵器、糧食衣裝等均須自備。府兵制度起于西魏，完善于北周、隋两朝，盛於唐太宗，但对外作战就不可能只是府兵，贞观二十二年（648年），太宗出征高丽，主力是兵募。高宗以后，土地兼并日益严重，随着均田制的破坏，府兵逃散，嚴重缺員，府兵制遂於天寶八載正式废止，中唐時期一度考慮恢復府兵制，但礙於當時社會現實，不了了之。
开元二十四年（736年），唐政府實行《度支长行旨》，军队“每岁所费，皆申度支会计，以《长行旨》为准。支度使及军州，每年终，各具破用、见在数，申金部、度支、仓部堪会。”
唐朝为了镇压安史之乱，多方聚斂军费，始立榷盐法，亦即将盐户生产的盐全部低价收购起来，再以高價轉賣。肃宗乾元元年（758年），以第五琦“为盐铁使，于是始立盐铁法，就山海井盐，收榷其盐。”建中三年（782年），禁人酤酒，官司置店自酤收利，以助军费。
安史之乱后，河西陇右空虚，回纥、吐蕃国趁機入侵，朝廷必須调集重兵，戌守边防。同时，藩镇割据，藩镇節度使屢次抢劫盐铁院之财赋。元和中，李师道盗焚河阴仓，“烧钱帛三十余万缗匹，谷三万余斛”。朝廷又要调集兵力讨伐藩镇。
德宗初年借长安柜坊的储款四分之一以助军费。唐武宗時建立榷茶制度，最主要的目的是增加国库收入，晚唐“西川富强，只因北路商旅，托其茶利，赠彼军储。”
唐朝末期僅东南地區还願意向中央按时缴纳税务收入，朝廷軍費大部份靠鹽稅收入開支，時人稱“天下之賦鹽利居半”。僖宗朝以宦官田令孜为神策中尉，“怙权用事，督赋益急，王仙芝黄巢等起，天下遂乱，公私困竭”。田令孜與王重荣爭奪鹽利的結果，王重荣一怒之下进兵长安，引起僖宗再度出奔鳳翔。

## 五代十國
五代的士兵都是職業軍人，由财政供给衣粮。但國家卻只供給士兵本人衣糧，家口不入軍籍，其全家的生活在制度上沒有得到合法的保障。士兵衣服一年分两次供给，称为夏衣、冬衣。因此军费在五代的财政支出中占很重要的地位。後周世宗称：“朕自即位以来，恶衣菲食，专以赡军为念；府库蓄积，四方贡献，赡军之外，鲜有赢余。”

## 宋朝
宋太祖建立“封椿库”，打算“封椿库”的钱把燕云失地赎买回来。
宋真宗景德二年（1005），订立澶渊之盟，由宋室岁输银10万两、绢20万匹，仁宗庆历二年（1042），增为银20万两、绢30万匹。王旦曾对真宗说：“国家纳契丹和好已来，河朔生灵方获安堵。虽每岁赠遗，较于用兵之费，不及百分之一。”
宋朝的軍費開支長期佔去歲出一半以上，戰時高達十分之七八，“一人充軍，數口之家得以全活”，而且士兵还能额外得到赏赐、装钱等。北宋大量养兵，“竭民赋租以养不战之卒，糜国帑廪以伏坐食之校”。宋初禁军20余万，太宗时30余万，真宗时40余万，仁宗时82.6万, 再加厢军则超過百萬，宋代募兵制不仅要养士兵本人，还要养家人。英宗治平初年，蔡襄任三司使，提到當時的財政狀況“天下六分之物，五分養兵”。王铚说北宋三司一年的收入，养兵之费“常什八”。宋孝宗告訴光宗說︰“當今天下財賦以十分為率，八分以上養兵，不可不知。”

## 明朝
明朝行衛所制，養兵百萬，寓兵於農，希望自給自足。朱元璋得意宣稱，“吾養兵百萬，要不費百姓一粒米”。永乐时，兵额達到二百七十余万人。可是到了明朝中叶，土地兼并嚴重，军屯制度遭到严重破坏，军费负担因卫所制度的衰落而比以往更加沉重。嘉靖年间各地募兵数量日增，陕西三边“屯田满望，十有九荒”，甘肃屯田，名存实亡。嘉靖二十五年（1546）都御史杨博巡抚甘肃，“入境以来，见所至荒田不下万顷”。萬曆《明會典》卷二八載：“國初不過五萬兩，……嘉靖元年始增六萬，四十五年始定一十二萬。”。万历年間，日本豐臣秀吉發動的朝鮮之役，使得中國投入了大量的兵力與軍費。
萬曆二十年至二十六年明朝出兵朝鮮共派兵十六萬六千七百餘人，約為全國二成的兵力，費餉銀一千七百餘萬兩，每年所耗軍費高達二百四十萬兩，史稱萬曆朝鮮之役。萬曆二十八年，平定播州楊應龍叛亂，費餉200.3萬餘兩。
萬曆四十六年（1618年），努爾哈赤反明。為應付遼東的軍事需要，户部尚书李汝华议请畝加三厘五毫之赋，明年复加三厘五毫，四十八年（1620年）又议请再加二厘，前後平均每畝土地加徵銀九厘，計五百二十萬零六十二兩。是為遼餉。
崇禎四年（1631年），提高到一分二厘，共银六百六十万两，另加关税、盐课及杂项，共得银七百四十万八千二百九十八两。崇祯年间，财政困难，罪臣被杀后，往往籍没其家产，限时把赃银解进京城。崇禎十年（1637年），兵部尚書楊嗣昌為鎮壓農民起義的費用，奏請增兵十二萬，加徵“剿餉”，總數兩百八十萬兩，直到十三年（1640年）被迫停止。崇禎十一年（1638年）九月至十二年三月，清兵數次繞境蒙古長驅直入內地，楊嗣昌提議徵派“練餉”七百三十万两。
崇禎十一年（1638年）九月至十二年三月，清兵數次繞境蒙古長驅直入內地，楊嗣昌提議徵派“練餉”七百三十万两。此即明末三餉，遼餉、剿餉、練餉三項賦稅的合稱，成为明末虐政。

## 清朝
清代乾隆年間有十全武功，这十场战争，有胜有负，都打得艰苦卓绝。乾隆一朝所用軍費，約在一億三千萬兩以上，為了應付繁浩的軍費開銷，當時鹽商總計捐輸不下一千三百一十萬兩白銀之巨。嘉庆元年（1796年），爆发了白莲教起义，规模浩大，前后历经九年，清廷耗用军费二亿两白银。
咸豐年間爆發金田起義，為了镇压太平天国所需庞大的军费，使清政府面临空前的财政危机。咸丰三年（1853年）开征釐金，釐金屬於一种地方商业税。由於湘军初期主力在江西，为了筹饷，曾国藩不得不置关设卡，抽取漕折、厘金。但江西又是農業省，商業不發達，久經戰亂使得地方政府财源极其枯竭，隨著湘军主力已转到江苏、浙江一带，同治元年（1862年）正月十七日，沈葆桢被提拔为江西巡抚，沈決定保留江西釐金，自行组建地方兵勇。為了争饷問題，曾国藩在两江总督任上与沈葆桢争夺江西釐金，雙方相峙不下。曾国藩的湘軍饷项须自筹，他在給諸弟的信中提到：“饷项已空，无从设法，艰难之状，不知所终。”同治二年（1863年）三月，由于湘军“欠饷多者十五个月，少者七八个月”，只能食粥度日，曾国藩請九江关道蔡锦青解送九江关洋税三万两给湘军。蔡锦青被沈葆桢制止，沈葆桢还命令蔡追回已解送之餘款，否则撤職查辦。曾国藩不得不将银子退还。沈葆桢在给友人吴惟允的信中提及此事：“吾辈出而任事，国家是为，岂其为朋友私情耶？”
光绪二十五年，户部奏称：“近年大费有三：曰军饷，曰洋务，曰息债。”阎敬铭掀开了户部的许多黑幕，最著名的是云南省军费报销案。

## 中华人民共和国
在中华人民共和国建国之后，由于多场战争和“备战”思想，军费在财政中占比一直较高。直到1980年代，邓小平实施和平主义战略并削减军费，中国军费占财政支出的比例遂在1980年开始逐渐回落，于1985年占到中华人民共和国成立后的新低9.56%，此后近20年一直在此区间波动。2003年以后，随着中国经济腾飞，财政收入一路高涨，军费占财政比例不断缩小，从2003年的8.79%逐步下降到2010年代稳定在5.5%左右，直至2023年（占财政比例5.6%）一直稳定在此区间。
中國国防预算于2014年为8,000亿元人民幣，于2022年为15,537亿元人民币。